# ディンパル・カパーディヤー
ディンパル・カパーディヤー（Dimple Kapadia、1957年6月8日 - ）は、インドのヒンディー語映画で活動する女優。14歳の時にラージ・カプールに才能を見出され『ボビー』で女優デビューするが、公開直前に俳優のラージェーシュ・カンナーと結婚して引退する。その後、ラージェーシュ・カンナーと別居して1984年から女優業を再開し、デビュー作『ボビー』と復帰作『Saagar』でフィルムフェア賞 主演女優賞を受賞しており、その後10年間のキャリアを通してヒンディー語映画を代表する主演女優の地位を確立した。彼女はヒンディー語映画で初めてアクション・ヒロインを演じた女優の一人に挙げられ、商業映画からパラレル映画などの芸術系作品まで幅広く出演し、『Kaash』『Drishti』『Lekin...』『ルダリ 悲しむもの』で演技を絶賛され、『ルダリ 悲しむもの』では国家映画賞 主演女優賞を受賞した。1990年代以降は助演女優として活動し、『チャンスをつかめ!』『ダバング 大胆不敵』『カクテル 友情のトライアングル』『ファニーを探して』『PATHAAN/パターン』などに出演し、2020年には『TENET テネット』でハリウッドデビューしている。

## 生い立ち
1957年6月8日、ボンベイに暮らすグジャラート人実業家チュニバーイー・カパーディヤーとビッティ（通称：ベティ）夫妻の娘として生まれた。父チュニバーイーは裕福なホージャ家庭の出身で、彼の一族はアーガー・ハーンを指導者として崇拝しながらもヒンドゥー教を信仰していた。一方、母ベティはイスマーイール派を信仰しており、ディンパル・カパーディヤーは幼少期にアーガー・ハーン3世から「アメーナ（Ameena、アラビア語で誠実、信頼を意味する語）」の名前を授けられたが、彼女自身は一度もこの名前を名乗ったことはない。彼女はカパーディヤー家の長女であり、妹弟にはシンパル・カパーディヤー、リーム・カパーディヤー、スヘイル・カパーディヤーがいる。
一家はボンベイ郊外のサンタクルズで暮らしており、ディンパル・カパーディヤーは聖ヨセフ女子修道院高等学校で教育を受けた。彼女は幼少期の自分について「成長が早く、すぐに大人になった」と語っており、年上の人たちと遊ぶことが多かったという。1971年にディンパル・カパーディヤーが『ボビー』に出演することが決まった際、チュニバーイーは保守的な親族から反発を受けて一族を追放されている。彼女は15歳の時にラージェーシュ・カンナーと結婚し、映画スターとして憧れの対象だった彼との結婚が「人生で最も幸せな瞬間だった」と語っている。結婚式は1973年3月27日にジュフーにある父のバンガローでアーリヤ・サマージ主導で執り行われ、数千人が出席する大規模な式となった。結婚後は夫ラージェーシュ・カンナーの意向で女優業から引退し、1974年に長女トゥインクル・カンナー、1977年に次女リンキー・カンナーを出産している。2人の娘は成長後に女優となり、共に結婚後は女優業を引退している。長女トゥインクル・カンナーは2001年にアクシャイ・クマールと結婚し、女優業の引退後は映画プロデューサーやコラムニストとして活動している。
1982年4月にラージェーシュ・カンナーとの結婚生活が破綻したため娘を連れて実家に戻り、2年後に女優業に復帰した。1985年に『インディア・トゥデイ』の取材に対して「ラージェーシュと結婚した日、私たちの生活と幸せは終わったのです」と語っており、夫の浮気を含む不幸な結婚生活を経験した彼女は、彼との結婚生活を「茶番だった」と振り返っている。2人は離婚届けは提出しておらず法的には夫婦のままであり、結婚生活の破綻直後は険悪だった2人の関係は年月を経て修復し、後年にはパーティーなどの場で一緒にいる姿が目撃されており、1990年に出演した『Jai Shiv Shankar』（劇場未公開）でも共演したほか、1991年インド総選挙ではラージェーシュ・カンナーの選挙運動にも協力している。一方、ディンパル・カパーディヤーは2000年に受けた『フィルムフェア』の取材に対して「私はとても幸福で満足しています……一度で十分過ぎるくらいです」と語っており、再度の結婚の可能性を否定している。彼は2012年初頭に病気となり7月18日に死去したが、ディンパル・カパーディヤーは彼が死去するまでの間、彼の側で看病していた。この時期、ラージェーシュ・カンナーや妹弟が相次いで死去したことにショックを受け、ディンパル・カパーディヤーは「本当に孤独になった」と感じていたという。
ディンパル・カパーディヤーは芸術を愛好し、絵画や彫刻にも関心を持っている。また、キャンドル作りにも関心を持ち、ウェールズでキャンドル・アーティストのが主催するワークショップに参加しており、1998年にはファラウェイ・ツリーという会社を立ち上げ、彼女がデザインしたキャンドルを販売している。彼女の事業は多くのキャンドル愛好家に同様の事業を始めるきっかけを与え、作成したキャンドルは多くの展示会に出品されている。

## キャリア

### 1973年
映画好きだったディンパル・カパーディヤーは幼少期から女優になることを目指していた。父チュニバーイーは映画業界の人間と親交があり、脚本家アンジャナ・ラーワイルが主催するパーティーに頻繁に出席していたことから、その伝手でH・S・ラーワイルの監督作品『Sunghursh』に起用され、ヴィジャヤンティマーラー演じるヒロインの幼少期役を演じることになったものの、最終的には「役柄の設定よりも年上に見える」という理由で出演が見送られた。1970年にリシケーシュ・ムカルジーから『Guddi』の出演依頼があったものの辞退し、その後、1971年にティーン向けの恋愛映画に起用する新人女優を探していたラージ・カプールの企画に参加することになった。彼女の起用はラージ・カプールの友人でチュニバーイーと親交のあったムンニ・ダワンの提案であり、ディンパル・カパーディヤーは同年6月にラージ・カプールの所有する撮影セットでスクリーン・テストを行い、ラージ・カプールは彼女の天真爛漫さと即興性のある演技に感銘を受けて起用を決めたという。デビュー作となった『ボビー』は結婚から半年後の1973年9月に公開され、彼女はラージ・カプールの息子リシ・カプールが演じるヒンドゥー教徒プレーム・ナートと恋に落ちるキリスト教徒の少女ボビー役を演じた。
『ボビー』は年間興行成績第1位にランクインするなど興行的な成功を収め、ディンパル・カパーディヤーは演技を絶賛されフィルムフェア賞 主演女優賞を受賞した。彼女の演技について『イラスト・ウィークリー・オブ・インディア』のクラトゥライン・ハイダルは「自然でフレッシュな演技」と絶賛している。また、劇中での彼女の台詞「Mujhse dosti karoge?（友達になってくれる?）」は流行語となり、同時に「ミニスカート、水玉模様のシャツ、赤いビキニ」を着た彼女の姿はインドの若者のファッションアイコンとなり、水玉模様のドレスは「ボビー・プリント」と呼ばれるようになった。これについて『ザ・ヒンドゥー』のバーワナ・ソマーヤは、ディンパル・カパーディヤーが「インドで映画に登場する小道具の商品化を始めるきっかけとなった女優」と評し、『ザ・トリビューン』のムケーシュ・コースラーは、ボビーがファッションの流行をリードしたことで、彼女がカルト的な人物として人気を確立したと指摘している。後年、ディンパル・カパーディヤーは「私の女優としての姿は、どんな姿であれラージ・カプールの手によるものです」とキャリアにおけるラージ・カプールの影響の大きさについて語っている。2008年にはRediff.comの「歴代ヒンディー語映画で最も素晴らしい女優デビュー作」で第4位にランクインしている。

### 1984年 - 1986年
ラージェーシュ・カンナーとの別居を始めた後、1984年に女優業に復帰した。復帰の理由について、ディンパル・カパーディヤーは後年「自分の能力を証明する必要があったため」と語っており、その後10年間の活動を経て、彼女はヒンディー語映画を代表する主演女優の一人となった。復帰作となったのはラメーシュ・シッピーの『Saagar』であり、共通の友人がラメーシュ・シッピーに彼女の女優復帰の意思を伝え、ディンパル・カパーディヤーはオーディションに招待されたという。オーディションを受けた彼女は「演技中に文字通り震えていた」ため不採用になったと思っていたが、ラメーシュ・シッピーは彼女を起用し、再びリシ・カプールと共演することになった。同作は彼女をイメージして脚本が執筆されたが、公開が1年遅れたため、『Zakhmi Sher』が先に公開された。このほかに『マンジル・マンジル』『Aitbaar』『Arjun』が先に公開され、『マンジル・マンジル』ではサニー・デーオールと共演している。後年、ディンパル・カパーディヤーは撮影環境について好意的に語る一方、歌とダンスのシーンについては否定的な見解を示している。彼女の演技について『トレード・ガイド』は「意味あるものではなかった」と否定的に評価し、『イラスト・ウィークリー・オブ・インディア』は「彼女の今後のキャリアは、この後に続くいくつかのプロジェクトにかかっている」と指摘している。次に公開されたヒッチコック様式のスリラー映画『Aitbaar』は成功を収め、ラージ・バッバル演じる強欲な夫から命を狙われる裕福な女性ネーハー役を演じた。彼女は自身の演技について「緊張に包まれていた」と語っているが、結果的にキャラクターの内面の動揺と重なり演技にプラスの効果を与えたという。サニー・デーオールと共演した『Arjun』では、女優復帰後に初めて興行的な成功を収めた。
1985年8月に『Saagar』が公開されたが、彼女がトップレスになった姿が物議をかもした。同作はアカデミー国際長編映画賞インド代表作品に選出され、恋人と友人の間で揺れ動くキリスト教徒の女性を演じたディンパル・カパーディヤーはフィルムフェア賞主演女優賞を受賞している。『アジアウィーク』は映画を「洗練された物語と見事なテクニック」と評価し、彼女の演技も高く評価している。また、Rediff.comは「彼女は堅実で記憶の残る演技を見せ、2人の主人公（リシ・カプール、カマル・ハーサン）を引き立て、映画を完成させた」と批評しており、『インディア・トゥデイ』は1993年の記事で「『Saagar』はあらゆる点で、彼女の驚くべき美しさへの賛美だ。彼女の赤褐色の髪、クラシカルな顔立ち、深みのある目、官能的なオーラは実に魅力的であり、彼女が戻ってきたことを実感させられた」と批評している。1986年はフェローズ・カーンの『Janbaaz』ではアニル・カプールと共演し、当時のヒンディー語映画では珍しかったキスシーンが話題を集めた。また、同年にはタミル語映画『ヴィクラム』に出演し、カマル・ハーサン演じる主人公ヴィクラムに恋する王女イニマーシ役を演じた。この時期には南インド映画のプロデューサーが製作したヒンディー語映画に数多く出演したが、その中には「最も嫌いな出演作」と語る『Pataal Bhairavi』も含まれていた。後年、彼女は芸術的な観点よりも金銭的な理由を優先してこれらの映画に出演していたと語っており、「これらの映画のことを思い出すと今でもゾッとします。あのころの私は、芸術家として完全に堕落していました」と振り返っている。

### 1987年 - 1989年
1987年に入るとディンパル・カパーディヤーの人気はさらに高まり、映画ジャーナリストのフィローズ・ラングーンワーラーによると、彼女はこの年に最も注目を集める女優になったという。この年に出演したアクション映画『Insaniyat Ke Dushman』『Insaaf』は観客の人気を集め、ラングーンワーラーは『Insaniyat Ke Dushman』成功の理由を「ディンパル・カパーディヤーを含めたアンサンブル・キャストと重厚なメロドラマにある」と分析している。『Insaaf』では外見が瓜二つの女性（ダンサーのソニア、医師のサリター）を演じている。マヘーシュ・バットの『Kaash』ではジャッキー・シュロフと共演し、子供の親権を巡り法廷で争う中、子供が脳腫瘍で余命数か月であることが判明し、子供のために再び一緒に暮らし始める夫婦を演じた。出演について、ディンパル・カパーディヤーは「キャリアの中で最もシリアスで芸術的な挑戦」と振り返っており、マヘーシュ・バットは起用の理由について彼女の結婚生活を考慮したためと語っており、「撮影が進むにつれて彼女は役柄にのめり込んでいき、ある時点からキャラクターのプージャーと区別がつかなくなった」と語っている。彼女の演技は批評家から高い評価を得ており、『イラスト・ウィークリー・オブ・インディア』のプリティーシュ・ナンディは「ディンパルは不可能を可能にした。華やかなメイクアップ、グラマーで映画的な台詞回しから解放された彼女は、これまでにないほど美しく繊細で凛々しく、活き活きとしている。あなたはきっと、スクリーンの中に新たな女優を発見した気持ちになるだろう」と批評している。『ザ・タイムズ・オブ・インディア』は『Kaash』の演技をディンパル・カパーディヤーのベスト・パフォーマンス作品の一つに挙げており、スカンニャー・ヴァルマーは「彼女の演技は非常に説得力があり、同時に共感させられる」と批評し、バーワナ・ソーマーヤは「『Kaash』によって彼女は演技派女優の地位を確立した」と指摘している。
1988年に出演した『Zakhmi Aurat』ではレイプ被害を受けた女性警官キラン・ダット役を演じた。同作はレイプ犯たちが罪に問われなかったことでほかの被害者たちと共に、復讐のためレイプ犯たちを去勢する物語であり、レイプ・リベンジ・ムービーの先駆けとなった同作は興行的な成功を収めたものの、彼女の長時間かつ残酷なレイプシーンは大きな話題を集め、批評家からの評価は賛否両論となった。『ザ・タイムズ・オブ・インディア』のハーリド・モハメドは、彼女の力強い演技を称賛しつつ、レイプシーンについては「完全に卑猥な描写であり、下品な台詞がスクリーン中に飛び交っている」と批判しており、フェミニスト雑誌『マヌシ』も不合理なアクションシーンや「醜悪な類の刺激的な」レイプシーンなど映画の低質さを批判する一方、ディンパル・カパーディヤーの演技については「ボンベイのヒロインにしては珍しく自己の信念を持ったキャラクターであり、男性に甘えたり誘惑することなく、控えめで感動的、そして魅力的な演技だった」と評価している。この年は『Saazish』『Bees Saal Baad』にも出演し、『Mera Shikar』では妹を陥れたギャングに復讐するため武芸の修行をする女性を演じた。スバーシュ・K・ジャーは同作について「非常に巧みなエンターテインメントであり、『Zakhmi Aurat』のような卑猥な煽情的映画よりも好感が持てる。そして、尋常でない抑制によって主人公ビジュリの変身が成し遂げられた」と批評している。1989年に出演した『Ram Lakhan』ではジャッキー・シュロフの恋人役を演じ、批評的・興行的な成功を収めた。同作は年間興行成績第2位にランクインし、第35回フィルムフェア賞では8部門にノミネートされている。『Pati Parmeshwar』ではクルチザンヌから復讐を誓う愛人に変貌した女性を演じた。当初、同作は中央映画認証委員会から「男性に絶対的に服従する女性を美化している」と判断され上映が許可されなかったが、2年間にわたる法廷闘争を経て公開された。このほかに『Pyar Ke Naam Qurbaan』『Batwara』にも出演している。

### 1990年 - 1994年
1990年代に入ると、ディンパル・カパーディヤーは活動の軸をパラレル映画に移すようになり、その理由について「自分のポテンシャルを最大限に発揮したいという内なる渇望に応えるため」と語っていおり、この時期の主な出演作には『Drishti』『Lekin...』『ルダリ 悲しむもの』『Antareen』がある。ゴーヴィンド・ニハラニが手掛けた『Drishti』はイングマール・ベルイマンの『ある結婚の風景』に影響を受けた作品で、彼女とシェーカル・カプールが演じるボンベイのインテリ階層夫婦の不倫や離婚などの苦難を経て和解するまでの姿を描いている。キャリアウーマンのサンディヤ役を演じたディンパル・カパーディヤーは「キャラクターに完全に感情移入していた」と語っており、その演技は批評家から絶賛された。作家のスブラマニは彼女を「秘めたる才能を持つ女優であり、その知的な描写によってサンディヤが傷つきやすく、また激情家で女性的な悪知恵に満ちたキャラクターであることを上手く表現している」と批評し、『インディアン・エクスプレス』は彼女の繊細な演技を評価し、「彼女自身の結婚生活の経験が役柄への理解を深めた」と分析している。『Drishti』は国家映画賞 ヒンディー語長編映画賞を受賞したが、『フロントライン』は「ディンパル・カパーディヤーも主演女優賞を受賞するべきだった」と主張している。彼女は国家映画賞 主演女優賞の受賞を逃したものの、ベンガル映画ジャーナリスト協会賞 ヒンディー語映画部門主演女優賞とフィルムフェア賞 非商業映画演技賞を受賞している。グルザールが手掛けた『Lekin...』はラビンドラナート・タゴールの短編『Hungry Stones』を原作とした作品で、ディンパル・カパーディヤーは魂の解放を求めて古代のラージャスターン宮殿に出没する幽霊レーヴァ役を演じ、ヴィノード・カンナー演じる学芸員サミールと出会い、彼女の悲劇的な生涯を知ったサミールが魂の解放を試みる姿を描いている。彼女は『Lekin...』の企画を知るとレーヴァ役を演じることを熱望し、グルザールとプロデューサーのラタ・マンゲシュカルに何度も電話をかけて自分を起用するように説得したという。また、グルザールはレーヴァ役に超現実的な存在感を出させるため、彼女に撮影中はまばたきをしないように指示して「ひたすら一転に固定された視線」を表現させた。彼女はレーヴァ役を「個人的に好きな役柄であり、キャリアの集大成の一つ」と語っており、登場シーンが増えることを希望していたという。『Lekin...』は批評家からも好評で、ディンパル・カパーディヤーはフィルムフェア賞主演女優賞にノミネートされており、彼女の演技も高い評価を得ている。
1991年はナーナー・パテーカル主演・監督作品『Prahaar: The Final Attack』に出演し、これ以降複数の企画で彼とコラボレーションするようになった。同作ではナーナー・パテーカルの指示で、ディンパル・カパーディヤーとマドゥリ・ディークシットはノーメイクで撮影に参加しており、批評家からは評価されたものの大半の称賛はナーナー・パテーカルに向けられた。また、サニー・デーオールと共演した『Narsimha』でも批評家から高い評価を得ており、『Haque』では高圧的な夫に反抗する熱心なヒンドゥー教徒ヴァルシャ・B・シン役を演じ、作家のラーム・アワタル・アグニホトリからは「凛々しくて説得力のある演技」を絶賛されている。インド・ソビエト連邦合作映画『Ajooba』ではアミターブ・バッチャンと共演し、シャシ・カプールとゲンナジー・ヴァシリエフが共同で監督を務めている。同作はアラビア神話を題材にし、アフガニスタン領内にある架空の国家バハリスタン王国を舞台にしており、ディンパル・カパーディヤーは刑務所に収容されている父の救出を図る女性ルクサナ役を演じたが、批評家からの評価は平均的なもので、ソビエト連邦では成功を収めたもののインドの興行成績は芳しくなかった。続いてマヘーシュ・バットの『Maarg』に出演したものの、劇場公開が数年延期された後にビデオリリースされた。同作は僧院における権力闘争を題材としており、ディンパル・カパーディヤーは娼婦ウマ役を演じている。批評家のイクバル・マスードは映画を「力強い風刺作品」と評し、彼女の演技も絶賛している。マヘーシュ・バットによると、ディンパル・カパーディヤーは役の入り込みが凄まじく、撮影終了後に倒れそうになったことがあったという。ヘマ・マリニの監督デビュー作『Dil Aashna Hai』では生まれたばかりの婚外子を捨てる独身女性バールカー役を演じ、シャシラール・K・ナーイルの『Angaar』ではジャッキー・シュロフ演じる失業者に拾われる孤児ミリ役を演じている。同作は批評家からは好意的な評価を得たものの、興行成績は芳しくなかった。『ザ・タイムズ・オブ・インディア』のミーナ・アイヤルは失敗の理由について「『Angaar』はボリウッドが産んだ最高のマフィア映画の一つだが、その題材のために観客から敬遠されたのだろう」と指摘している。
1993年に出演した『ルダリ 悲しむもの』はマハシュウェタ・デビの小説『Rudaali』を原作とした作品で、ディンパル・カパーディヤーは国家映画賞主演女優賞を受賞しており、映画では生涯で一度も泣いたことがなく、泣き女として新たな仕事に挑むラージャスターン州に暮らす孤独なシャリチャリ役を演じた。彼女の受賞理由について選考委員会は「過酷な社会の中で荒んだ孤独な女性の苦悩を説得力のある演技で表現した」と記し、インド研究者のフィリップ・ルトゲンドルフは「彼女の品格と信念、効果的なボディランゲージによって、ベイソスを超越するキャラクターに作り上げた」と批評しており、国家映画賞のほかにフィルムフェア賞審査員選出演技賞、アジア太平洋映画祭 女優賞、ダマスカス国際映画祭 女優賞を受賞している。『ルダリ 悲しむもの』は観客・批評家から絶賛され、アカデミー国際長編映画賞インド代表作品にも選出されたほか、2010年には『フィルムフェア』の「印象的な演技ベスト80」にも選出された。同年9月にはプリヤダルシャンの『Gardish』では夫と子供を生きたまま焼き殺された娼婦シャーンティ役を演じ、フィルムフェア賞 助演女優賞にノミネートされた。同作は1989年公開のマラヤーラム語映画『Kireedam』の脚色作品であり、ジャッキー・シュロフとアムリーシュ・プリーが主演を務めており、観客と批評家から絶賛された。『インディアン・エクスプレス』は「脚本、躍動感のあるキャラクター、力強い台詞」を称賛し、ディンパル・カパーディヤーの「観客を惹きつける才能」を高く評価している。続いて出演したムリナール・セーンのベンガル語映画『Antareen』はサーダト・ハーサン・マントーの短編小説『Badshahat ka Khatama』を原作としており、ディンパル・カパーディヤーにとっては『ヴィクラム』以来2本目となる非ヒンディー語映画への出演となった。彼女はアンジャン・ダット演じる男性と電話を通じて恋愛関係を構築する既婚女性を演じており、説得力のある自然な演技をすることにこだわり、ベンガル語の短期学習講座を受講することを拒んでいる。そのため、彼女の声はベンガル女優のアヌシュア・チャテルジーが吹き替えているが、彼女はこれに不満を感じたという。『Antareen』は国家映画賞 ベンガル語長編映画賞を受賞するなど高い評価を得たが、ディンパル・カパーディヤーは出来栄えに納得がいかず、キャリアの中で失敗作に位置付けている。
1994年に出演したメフル・クマールの『Krantiveer』ではレイプ被害を受けた女性ジャーナリストのメーグナー・ディークシット役を演じ、ナーナー・パテーカルと共演した。同作は興行的な成功を収め、年間興行成績第3位にランクインしている。ディンパル・カパーディヤーの演技について『インディアン・エクスプレス』は「彼女はこの映画に置いて主役級の性格俳優に成長した」と批評しており、彼女はフィルムフェア賞助演女優賞を受賞した。一方、1993年12月には撮影中だった『Kartavya』を降板したことでトラブルが発生している。これは同年4月に義理の娘役だったディヴィヤ・バールティが死去したことでジューヒー・チャーウラーが代役を務めることになったが、これはディンパル・カパーディヤーが10歳しか年が離れていないジューヒー・チャーウラーの義母役を演じることでキャリアに傷がつくと感じて出演を拒否したことが原因だった。この騒動を受けて映画製作者組合は彼女に対して他作品への出演を禁止する通達を出したが、これに対して映画芸術家協会が彼女を支持して通達の撤回を求めたため、1994年5月に通達が撤回された。

### 1995年 - 2008年

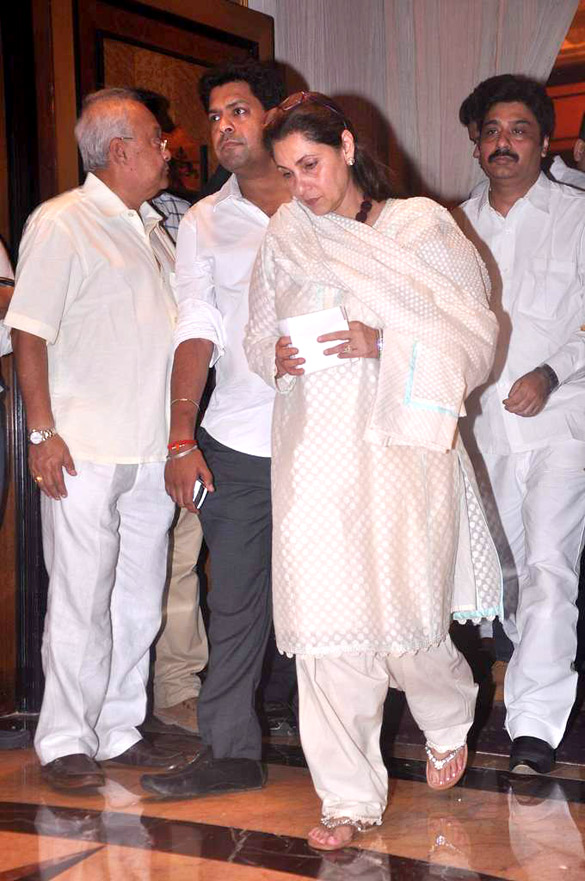
ラージェーシュ・カンナーの葬儀に参列するディンパル・カパーディヤー（2012年）

『Antareen』公開後、周囲の人々はディンパル・カパーディヤーがインディペンデント映画で活躍することを期待していたが、彼女は「精神的に疲れた」ことを理由に3年間映画から距離を置いた。1997年に『Mrityudata』で女優業に復帰してアミターブ・バッチャンの妻役を演じたが、映画は酷評され興行的にも失敗に終わり、『インディア・トゥデイ』からは「漫画本レベルの脚本」と酷評された。また、『フィルム・インフォメーション』は「物語の時代設定を考えると、彼女は役を演じるには相応しくない女優だった」と指摘しており、ディンパル・カパーディヤー自身も同様の見解を示している。その後はジャッキー・シュロフ主演作『2001: Do Hazaar Ek』『Laawaris』に出演するが観客からの評価は芳しくなく、『Laawaris』はオリジナリティに欠ける決まり切った脚本を酷評され、『ヒンドゥスタン・タイムズ』は「カパーディヤーは叫び声を挙げる以外に何もすることができなかった」と批評している。『Hum Tum Pe Marte Hain』では裕福な一族を率いる厳格な家長デーヴヤーニ・チョープラー役を演じた。批評家の評価は芳しくなく、スバーシュ・K・ジャーは「恥ずべき映画」と酷評し、スパルン・ヴァルマーはディンパル・カパーディヤーの演技を酷評している。2001年にファルハーン・アクタルの監督デビュー作『Dil Chahta Hai』でアーミル・カーン、サイーフ・アリー・カーン、アクシャイ・カンナーと共演し、離婚して娘に会うことができずアルコール依存症に悩む中年女性ターラーを演じた。同作ではアクシャイ・カンナー演じる青年シッダールトとの恋愛関係を通して彼女の物語が描かれているが、このキャラクターはファルハーン・アクタルはディンパル・カパーディヤーのために特別に作り出されたもので、彼女は役柄について「とても素晴らしい役だった」と語っている。『Dil Chahta Hai』は現代のインド社会をリアルに描いた作品として批評家から高く評価され、国家映画賞ヒンディー語長編映画賞を受賞した。興行的には大都市圏で成功を収めたものの地方では低調であり、これは都会的なライフスタイルを題材にしたことが原因とされている。また、『ヒンドゥスタン・タイムズ』のサイバル・チャテルジーは彼女の演技について「ディンパル・カパーディヤーは、素っ気ない態度をとる未発達なキャラクターの孤独で痛ましい姿を見事に表現している」と批評している。
2002年にインド・アメリカ合衆国合作映画『Leela』でヴィノード・カンナー、ディープティ・ナヴァル、アモール・マートールと共演した。ディンパル・カパーディヤーが演じた主人公リーラーは彼女のために書き下ろされたキャラクターで、ムンバイ大学で教授を務める40歳の既婚女性で、母が死んだことで生きる気力を失い、南インド研究の客員教授としてカリフォルニア州に赴任する設定となっている。映画はカリフォルニア州に移住したリーラーと、生徒の一人であるインド系アメリカ人青年クリスとの関係を描いており、撮影中ディンパル・カパーディヤーは緊張していたものの、彼女自身はそれが演技力を高めることに繋がったと考えている。『Leela』はアメリカ国内の批評家から好意的に評価されており、TVガイドのメイトランド・マクドナーは「ディンパル・カパーディヤーは、このファミリー・メロドラマの中で輝きを放っている……彼女の知的で細やかな演技こそ、この映画のハイライトだ」と批評し、インドでも彼女の演技は絶賛されている。2004年には超自然的ホラー映画『Hum Kaun Hai?』で屋敷内の超常現象に悩まされる軍人の妻サンドラ・ウィリアムズ役を演じ、多くの批評家から「ディンパル・カパーディヤーの演技力とカリスマ的な存在感によって、脆弱な脚本が補強されていた」と批評されている。2005年は『Pyaar Mein Twist』でリシ・カプールと三度目の共演を果たし、恋に落ちたシングル家庭の中年男女を演じた。批評家からの反応は芳しくなく、「『ボビー』から続く2人のカップルを見るだけでも観賞する価値はある」と批評されたものの、観客動員数は伸び悩み、公開2週間で上映は打ち切られた。ディンパル・カパーディヤーの役柄について、学者のアフリーン・カーンは「カパーディヤーの役柄はヒンディー語映画における従来の母親像とは一線を画しており、娘たちが憧れる現代的な母親像になっている」と指摘している。
2006年はホーミー・アダジャニアの監督デビュー作『Being Cyrus』でサイーフ・アリー・カーン、ナシールッディーン・シャーと共演し、同作への出演をきっかけにホーミー・アダジャニア監督作品に頻繁に起用されるようになった。彼女はナシールッディーン・シャー演じる夫ディンショウの妻ケイティ役を演じ、サイーフ・アリー・カーン演じる流れ者の青年サイラスとの三角関係が描かれている。同作は劇場公開に先立ち各国の映画祭で上映され好評を博し、観客や批評家の評価も上々で、低予算ながら順調な興行成績を記録した。BBCのプーナム・ジョーシーは「ディンパル・カパーディヤー演じるケイティが絶望に向かって転落していく姿は、観客の心を魅了する」と絶賛したが、『バラエティ』のデレク・エリーや『ミッド＝デイ』のシュラッダー・スクマーランなど多くの批評家は、彼女の大仰な演技を酷評している。『Banaras』では裕福なバラモンの女性を演じ、娘が低級カーストの男性と恋に落ちて苦悩する姿が描かれた。2008年はV・K・プラカーシュの『Phir Kabhi』でミトゥン・チャクラボルティーと共演し、高校時代の恋人と同窓会で再会し、再び恋に落ちる壮年の男女の姿が描かれた。同作はロサンゼルス・リール映画祭で長編映画賞を含む7部門を受賞するなど高い評価を得ており、2009年からはDTHサービスで配信が始まり、ヒンディー語映画で初めて配信サービスで公開された映画となった。2009年には娘トゥインクルの夫アクシャイ・クマールの依頼を受け、アニメ映画『Jumbo』（タイ映画『Khan Kluay』のリメイク作品）に出演し、主人公ジャンボの母デーヴィ役を演じた。

### 2009年 - 2014年
2009年はゾーヤー・アクタルの監督デビュー作『チャンスをつかめ!』に出演した。同作はヒンディー語映画界を風刺した作品で、ディンパル・カパーディヤーは「シフォンのサリーを着たクロコダイル」の異名を持つ元スター女優で、娘を映画界に送り出そうと奮闘するニーナー・ワーリア役を演じている。彼女が起用されたのは、ゾーヤー・アクタルが過去に商業主流映画で活躍した女優を求めていたためであり、ディンパル・カパーディヤーについて「温かく柔和な太陽のようでありながら、一転してハードで冷たく、厳格な姿を見せてくれました」と語っている。『チャンスをつかめ!』の興行成績は伸び悩んだものの批評家からは好意的な評価を得ており、ディンパル・カパーディヤーはフィルムフェア賞助演女優賞にノミネートされた。『スクリーン』のディーパ・カルマルカルは彼女の役柄について「見事な底意地の悪さ」と評し、『ザ・タイムズ・オブ・インディア』のアヴィジート・ゴーシュは「彼女は注意深くてタフだが虚栄心が強く、そのうえで傷つきやすいという、ヒンディー語映画に登場する母親役としては非常に珍しいキャラクターであり、最も意味ある演技を見せてくれた」と批評している。
2010年は『ダバング 大胆不敵』でサルマーン・カーンの母親役を演じ、同作は歴代ヒンディー語映画興行成績第1位にランクインするなど興行的に大きな成功を収めている。彼女の役柄について『デイリー・ニュース&アナライシス』のブレシー・チェティアルは「自己犠牲的で人間関係に苦悩するという往年のヒンディー語映画の母親像であり、少々大仰でありながら好感の持てるキャラクターになっている」と批評している。『Tum Milo Toh Sahi』ではパリの再開発によって立ち退きを迫られるイラニ・カフェの女性店主デルシャード役を演じ、ナーナー・パテーカル演じる弁護士との恋愛模様が描かれた。彼女は役作りのためにペルシア語を学び、イラニ・カフェの文化を学ぶためにムンバイにある複数の店舗を訪れている。映画自体の評価は平均的なものだったが、ディンパル・カパーディヤーの演技は高い評価を得ており、アヌパマ・チョープラーは「デルシャードはかなり戯画化されたキャラクターだが、カパーディヤーは十分な愛情とエネルギーを注いで演じており、少なくとも楽しんで演じていることは伝わってくる」と批評している。2011年にはニキル・アドヴァーニーの『Patiala House』でリシ・カプール、アクシャイ・クマールと共演し、マラヤーラム語映画デビュー作となった『Bombay Mittayi』ではアマル・シンの妻役を演じた。
2012年、2014年はホーミー・アダジャニアの『カクテル 友情のトライアングル』『ファニーを探して』に出演し、批評的・興行的な成功を収めた。『カクテル 友情のトライアングル』ではサイーフ・アリー・カーン演じるガウタムの母親カヴィタ・カプール役を演じており、『デイリー・ニュース&アナライシス』のアニルダ・グハーからは「彼女の存在は紛れもないご褒美だった」と評されている。同作の撮影中、彼女はホーミー・アダジャニアから『ファニーを探して』の脚本を渡されたと語っており、同時に「彼は自分のベストを引き出してくれる監督だ」と感じて『ファニーを探して』に出演を決めたという。『ファニーを探して』ではディーピカー・パードゥコーン演じる亡き息子の妻アンジーと共にゴア州を旅する女性ロージー役を演じ、同作では役作りのために人口装具を身につけて撮影に臨み、フィルムフェア賞助演女優賞にノミネートされた。彼女の演技について『ニューヨーク・タイムズ』のレイチェル・サルツは「キャラクターになり切っており、戯画化を避けて面白みに欠ける脚本からいくらかのユーモアを引き出している」と批評している。2013年は『What the Fish』に出演して離婚歴のある女性スダー・ミシュラー役を演じ、彼女はこのキャラクターを演じることに熱中して様々な表情を演じることを楽しんでいたという。批評家の評価は混合的で、『ザ・タイムズ・オブ・インディア』は「カパーディヤーのコメディチックな逢瀬が強引に感じられる」脚本を批判し、ラジャ・センは「彼女の役柄は、彼女のキャリアの中で最も忘れがたいキャラクターの一つになった」と批評している。また、『デイリー・ニュース&アナライシス』のサーリター・A・タンワルとニューデリー・テレビジョンのスバーシュ・K・ジャーも彼女の演技を高く評価している。

### 2015年 - 現在

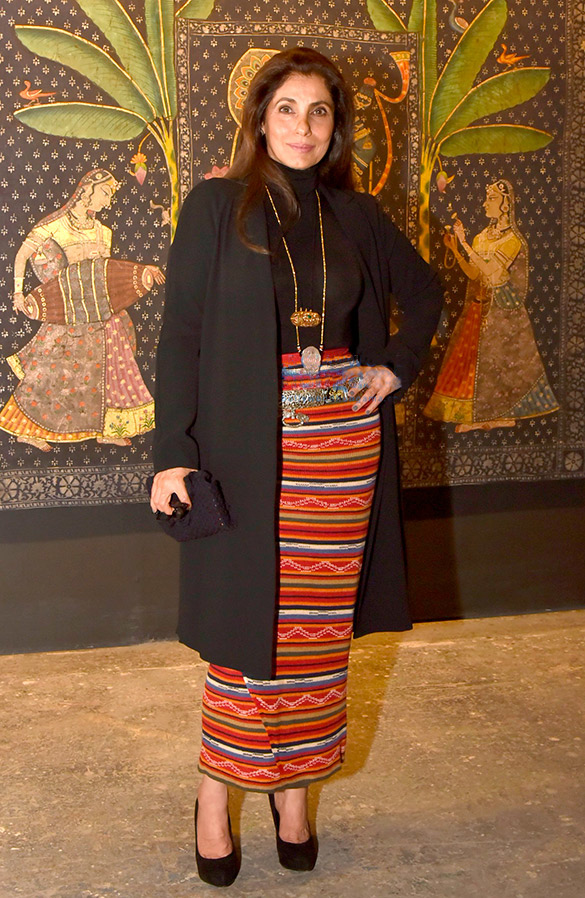
ディンパル・カパーディヤー（2018年）

2010年代後半は『Welcome Back』『ダバング3』に出演し、『Welcome Back』ではアニル・カプール、ナーナー・パテーカルと共演して詐欺師役を演じた。また、『ダバング3』では第1作で演じたナイニ・デヴィ役を再び演じている。2020年にはホーミー・アダジャニアの『イングリッシュ・ミディアム』でイルファーン・カーン、カリーナ・カプールと共演した。同作は『ヒンディー・ミディアム』の精神的続編であり、2020年3月13日に劇場公開されたものの、COVID-19パンデミックによる劇場封鎖の影響もあり興行成績は芳しくなかった。当初は再上映が検討されていたが中止となり、デジタル配信が開始された。彼女はカリーナ・カプール演じる娘と疎遠になっている母親を演じ、『アウトルック』のヴィナヤク・チャクラヴォルティーは「高齢者の孤独を強調するために利用されたが、もっと強い姿に描けるはずだった」と批評している。同年8月にはクリストファー・ノーランの『TENET テネット』では武器密売組織を束ねる女性プリヤ・シン役を演じた。彼女は『イングリッシュ・ミディアム』の撮影が始まる前の2019年にホーミー・アダジャニアの協力でスクリーンテストを行った後にムンバイのオーディションに参加し、彼女の落ち着いた態度とカリスマ性に感銘を受けたクリストファー・ノーランから「自分の思い描いているキャラクター像を体現している」と絶賛され出演が決まったという。同作はCOVID-19パンデミックの中でも観客の話題を集めて興行収入3億6400万ドルを記録するヒット作となり、年間興行成績第5位にランクインするなど興行的な成功を収めた。ディンパル・カパーディヤーの演技は批評家から高い評価を得ており、『シカゴ・サンタイムズ』のリチャード・ローパーは「彼女は登場シーンのすべてを秘かに席巻している」、『バラエティ』のガイ・ロッジは「彼女は映画の中で最も狡猾な役を演じていた」とそれぞれ批評している。また、長年女優業から距離を置いていたディンパル・カパーディヤーは「『TENET テネット』の出演をきっかけに演じることの楽しさを思い出した」と語っている。
2021年はアリー・アッバース・ザファルの『Tandav』に出演し、ティグマンシュ・ドゥーリア演じるインド首相の友人で野心家の政治家アヌラーダー・キショール役を演じた。同作はヒンドゥー教を冒涜する描写が問題となり大規模な抗議運動が巻き起こったため、該当シーンを削除してアリー・アッバース・ザファルが謝罪する事態になった。映画の評価は混合的だったが、ディンパル・カパーディヤーの演技は高い評価を得ている。2022年にはヤミー・ガウタム主演作『A Thursday』でインド首相マヤ・ラージグル役を演じたほか、アヤーン・ムカルジーの『ブラフマーストラ』とシッダールト・アーナンドの『PATHAAN/パターン』にも出演している。『PATHAAN/パターン』ではシャー・ルク・カーン演じる主人公パターンの上官ナンディニ・グレーワール少佐を演じて批評家から演技を絶賛され、CNBC TV18のスネーハー・ベンガリからは「シャープで優雅、そして威厳がありながら抑制された演技」を称賛された。同作はインド映画年間興行成績第2位、歴代ヒンディー語映画興行成績第3位にランクインしており、ディンパル・カパーディヤーはジー・シネ・アワード 助演女優賞を受賞している。『Tu Jhoothi Main Makkaar』ではランビール・カプールの母親役を演じて好意的な評価を得ており、映画自体は混合的な評価だったものの興行収入は好調だった。ホーミー・アダジャニアの『Saas, Bahu Aur Flamingo』では麻薬カルテルの首領サーヴィトリ役を演じ、役作りのために舞台となったインド北西部の方言を学んでいる。同作は批評家から絶賛され、彼女の演技も高い評価を得ており、『インディアン・エクスプレス』に寄稿したシューブラ・グプタは「彼女は苦もなく空間とシチュエーションを支配している」と批評している。また、ディンパル・カパーディヤーは同作の演技でフィルムフェアOTT賞のドラマシリーズ主演女優賞を受賞した。その後はシャーヒド・カプールとクリティ・サノン主演作『Teri Baaton Mein Aisa Uljha Jiya』やホーミー・アダジャニアの『マーダー・ムバラク』に出演し、サウラブ・シュクラの『Jab Khuli Kitaab』ではパンカジ・カプールと共演している。

## 評価

### 人物評

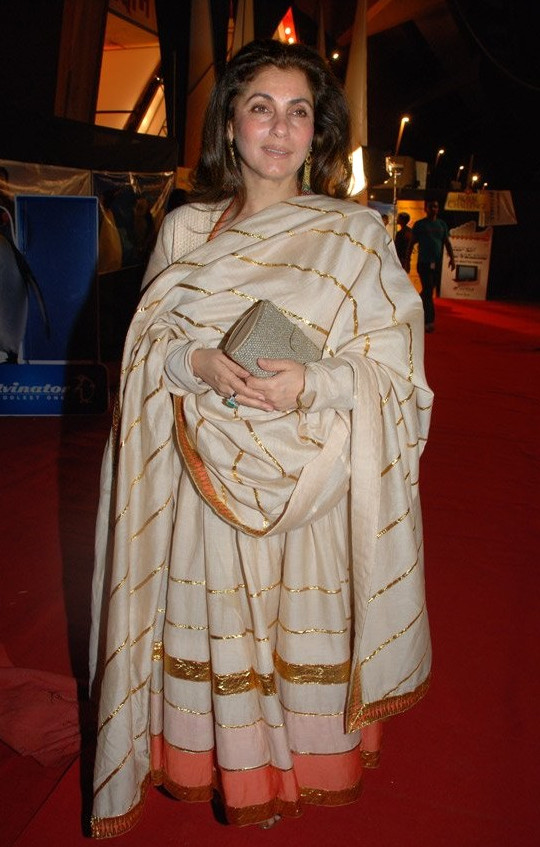
ディンパル・カパーディヤー（2011年）

ディンパル・カパーディヤーはラージェーシュ・カンナーと別居後に女優業に復帰したが、復帰直後は『ボビー』に出演したころと比較され悩まされたという。『The Cinematic Imagination』の著者ジョーティカー・ヴィルディによると、「彼女のキャリアの歩みはヒンディー語映画の女優たちとは異なるが、そのハンデを長所に変えていった」という。また、彼女の率直な言動がキャリアの形成に大きく貢献したと指摘し、「彼女は記者たちに率直に語ることによって、純粋無垢なティーンエイジャーが無茶な結婚を経て"経験を積んだ女性"に成長するまでの物語を、記者たちと共に描き出したのだ」と記している。彼女は自己主張が強くて気分屋な性格で知られ、『Janbaaz』の監督フェローズ・カーンは「彼女のような攻撃的で鬱積した女性には出会ったことがない」と評しており、一方で『Kaash』の監督マヘーシュ・バットは「彼女の最大の長所は寛大さにある」と評している。1980年代に彼女を取材したバーワナ・ソーマーヤは「彼女は矛盾に包まれた奇妙な塊だ。コロコロと気分を変えてしまう」と語っており、複数の批評家は「彼女の予測できない気分屋な性格は善意の人々を周囲から遠ざけ、それによって多くの出演の機会を失う結果になった」と指摘している。彼女自身はこれらの指摘に対して「私は昔から気分屋なんです。でも、意識して誰かを傷つけたことはありませんよ」と反論している。
ジョーティカー・ヴィルディは、ディンパル・カパーディヤーはシリアスで挑戦的なキャラクターを演じることで大成した女優であると定義し、特に『Aitbaar』『Kaash』『Drishti』で演じたキャラクターについて「彼女自身の経験という名の井戸から汲み上げたキャラクター」と評している。1988年に出演した『Zakhmi Aurat』の成功を受け、彼女はインドにおけるレイプ・リベンジ・ムービーを代表する女優の地位を確立し、アクション・ヒロインとして自らスタントをこなすことを好んでいたが、批評家のM・ラフマーンはそうした姿勢が彼女の演技に説得力を与えていたと指摘している。一方、彼女自身も『Mera Shikar』『Kali Ganga』などのアクション映画に出演することを好んでいたが、アクション男優よりも出演料が安いことには不満を感じていたという。作家のディネーシュ・ラーへージャーは、彼女が1990年代にパラレル映画に代表されるアート映画に活動の軸を移したのは「ヒーロー映画の可憐な小道具」を演じる意欲を失ったことが理由であり、その方針転換によって「複雑な感情に細やかな筋をつけるディンパルの才能を磨くことに繋がった」と指摘している。また、マヘーシュ・バットは、彼女が商業的な価値しかない映画への出演を拒否することによって「彼女自身の成功のための犠牲」になることを回避したと語っており、ゴーヴィンド・ニハラニは「彼女は自身の才能に挑戦し、演技の可能性を開花できるような真面目な作品に出演することに心から興味を持っている」と語っている。シャシ・カプールも同様の指摘をしており、彼によるとディンパル・カパーディヤーは高品質な映画に出演する機会を常に探していたという。これについて彼女自身も「インディペンデント映画への出演は異なるジャンルで演技を試し、自分の才能を証明するための意識的な選択だった」と語っている。
キャリアの絶頂期だった『ルダリ 悲しむもの』出演後に女優業から距離を置いたことについて、彼女は「私には休憩スペースが必要でした。私にとってキャリアの優先順位は常に二番手だったのです」と語っている。これ以降は数年おきに映画に出演するようになり、こうした傾向から「仕事を選り好みする女優」と評されるようになった。彼女は周囲からの「女優としてのプロ意識の欠如」という評価を受け入れており、出演頻度を減らしたことについて「出演する価値のある作品からのオファーがない」という理由を挙げており、さらに「映画に出演する多大な労力によって、家族と過ごす時間やプライベートが犠牲になっているため」とも語っている。『ルダリ 悲しむもの』以降の彼女について、ショーマ・A・チャテルジーやアフリーン・カーンなどの映画史家は「自分の幸福を子供の幸福と同等の価値を持つものと考える女性を数多く演じ、ヒンディー語映画における母親像を変化させた象徴的な女優」と評しており、『ムンバイ・ミラー』のトリシャー・グプタも同様の意見を持ち、『チャンスをつかめ!』『ダバング 大胆不敵』『ファニーを探して』などを通して様々な母親役を演じたことを評価している。彼女はキャラクターを演じる際に周囲の助言を求めず自身の経験をもとに演じることが多く、また若手監督や新人監督の作品にも積極的に出演しており、彼らの熱意や創造性が、映画と自身の演技にとってプラスの効果をもたらすと考えている。
彼女の女優としてのイメージは、外見の美しさとセックスアピールによって特徴づけられている。『ザ・タイムズ・オブ・インディア』は『Saagar』出演時の彼女について「ディンパルは瑞々しい美しさを持つ幻影だ。彼女はまさに禁断の果実であり、波の中から現れたアプロディーテーのように海の中から登場した」と批評し、批評家のハーリド・モハメドは女優業に復帰した彼女について「彼女の武器は表情豊かなコニャック色の瞳、ヒンドゥスターニー語の台詞回しに長けた響きわたる声、軽やかな身のこなし、艶めかしい赤褐色の髪といった複数の要素で形作られている」と指摘している。また、『Antareen』の監督ムリナール・セーンは彼女の顔をソフィア・ローレンと比較して「荒涼とした風景のようだ」と語り、『Janbaaz』の共演者アニル・カプールは「マドゥバーラー以来インドで最も美しい女優」と評している。このほか、ディネーシュ・ラーへージャーは『Dil Chahta Hai』『Leela』でディンパル・カパーディヤーが青年男性から好意を向けられる中年女性を演じたことについて「彼女の永遠の美しさに対する一種の賛美だろう」と評し、『TENET テネット』の製作を手掛けたエマ・トーマスは彼女を起用した理由について「信じられないほどの魅力、カリスマ性、美貌を兼ね備えているため」と語っている。
多くの批評家は彼女の演技を絶賛し、その中には彼女の容貌と関連づけて演技力を分析する動きも見られる。ランジャン・ダースグプタは彼女を「天性の女優であり、その気質は自由気ままで知的である。彼女は強烈な個性を放つキャラクターを演じることを最も得意とし、その美貌は財産であると同時に限界点にもなっている」と批評し、スバーシュ・K・ジャーは「しなやかで美しい容姿に加えて、表面的なものを上回るレベルでキャラクターを理解する本能的な性質を備えている」と指摘している。『Kaash』を手掛けたマヘーシュ・バットは撮影に際し、「彼女は私生活で様々なことを経験してきたのだから、リアルな女性を演じるためにわざわざメソッド演技法を学ぶ必要はなかった」と語っており、『マヌシ』のマドゥ・キシュワルとルト・ヴァニタは「カパーディヤーは苦悩や感情を説得力をもって表現するためなら、スクリーンで格好悪い姿を見せることにも躊躇しない」と批評している。また、『ザ・トリビューン』のM・L・ダワンは「『ボビー』『Lekin』『ルダリ 悲しむもの』からディンパル・カパーディヤーのキャリアを見てきた人たちは全員、彼女の素晴らしさは見た目の華麗さよりも才能だと断言するでしょう」と批評している。これらの評価について、ディンパル・カパーディヤーは自身のスタンスを「本能に導かれた直感的な俳優」、「ベストを出し切っていない有能な女優」と評している。

### 受賞歴
| 年                               | 部門                           | 作品                        | 結果       | 出典            |
| 国家映画賞                       | 国家映画賞                     | 国家映画賞                  | 国家映画賞 | 国家映画賞      |
| -------------------------------- | ------------------------------ | --------------------------- | ---------- | --------------- |
| 1993年                           | 主演女優賞                     | 『ルダリ 悲しむもの』       | 受賞       | [ 145 ]         |
| フィルムフェア賞                 |                                |                             |            |                 |
| 1974年                           | 主演女優賞                     | 『ボビー』                  | 受賞       | [ 315 ]         |
| 1987年                           | 主演女優賞                     | 『Saagar』                  | 受賞       | [ 316 ]         |
| 1992年                           | 主演女優賞                     | 『Lekin...』                | ノミネート | [ 317 ] [ 112 ] |
| 1992年                           | 非商業映画女優賞               | 『Drishti』                 | 受賞       | [ 317 ] [ 112 ] |
| 1993年                           | 審査員選出演技賞               | 『ルダリ 悲しむもの』       | 受賞       | [ 318 ]         |
| 1994年                           | 主演女優賞                     | 『ルダリ 悲しむもの』       | ノミネート | [ 319 ]         |
| 1994年                           | 助演女優賞                     | 『Gardish』                 | ノミネート | [ 319 ]         |
| 1995年                           | 助演女優賞                     | 『Krantiveer』              | 受賞       | [ 165 ]         |
| 2010年                           | 助演女優賞                     | 『チャンスをつかめ!』       | ノミネート | [ 320 ]         |
| 2015年                           | 助演女優賞                     | 『ファニーを探して』        | ノミネート | [ 321 ]         |
| フィルムフェアOTT賞              |                                |                             |            |                 |
| 2023年                           | ドラマシリーズ主演女優賞       | 『Saas, Bahu Aur Flamingo』 | ノミネート | [ 291 ]         |
| 国際インド映画アカデミー賞       |                                |                             |            |                 |
| 2011年                           | 助演女優賞                     | 『ダバング 大胆不敵』       | ノミネート | [ 322 ]         |
| ジー・シネ・アワード             |                                |                             |            |                 |
| 2002年                           | 助演女優賞                     | 『Dil Chahta Hai』          | ノミネート | [ 323 ]         |
| 2024年                           | 助演女優賞                     | 『PATHAAN/パターン』        | 受賞       | [ 281 ]         |
| スター・スクリーン・アワード     |                                |                             |            |                 |
| 2015年                           | 助演女優賞                     | 『ファニーを探して』        | ノミネート | [ 324 ]         |
| スターダスト・アワード           |                                |                             |            |                 |
| 2010年                           | 助演女優賞                     | 『チャンスをつかめ!』       | ノミネート | [ 325 ]         |
| 2011年                           | 助演女優賞                     | 『ダバング 大胆不敵』       | ノミネート | [ 326 ]         |
| 2015年                           | 主演女優賞                     | 『ファニーを探して』        | ノミネート | [ 327 ]         |
| 製作者組合映画賞                 |                                |                             |            |                 |
| 2010年                           | 助演女優賞                     | 『チャンスをつかめ!』       | ノミネート | [ 328 ]         |
| 2015年                           | コメディアン賞                 | 『ファニーを探して』        | ノミネート | [ 329 ]         |
| 2015年                           | 助演女優賞                     | 『ファニーを探して』        | ノミネート | [ 329 ]         |
| ベンガル映画ジャーナリスト協会賞 |                                |                             |            |                 |
| 1992年                           | ヒンディー語映画部門主演女優賞 | 『Drishti』                 | 受賞       | [ 111 ]         |
| プリヤダルシニ・アカデミー       |                                |                             |            |                 |
| 1991年                           | スミター・パーティル記念賞     | N/A                         | 受賞       | [ 330 ]         |
| アジア太平洋映画祭               |                                |                             |            |                 |
| 1993年                           | 女優賞                         | 『ルダリ 悲しむもの』       | 受賞       | [ 148 ]         |
| ダマスカス国際映画祭             |                                |                             |            |                 |
| 1993年                           | 女優賞                         | 『ルダリ 悲しむもの』       | 受賞       | [ 147 ]         |